# Telema mayana
Telema mayana är en spindelart som beskrevs av Willis J. Gertsch 1973. Telema mayana ingår i släktet Telema och familjen Telemidae.
Artens utbredningsområde är Guatemala. Inga underarter finns listade i Catalogue of Life.